# Elmer Vasko
Elmer „Moose“ Vasko (* 11. Dezember 1935 in Duparquet, Québec; † 30. Oktober 1998 in Maywood, Illinois, USA) war ein kanadischer Eishockeyspieler, der im Verlauf seiner aktiven Karriere zwischen 1953 und 1970 unter anderem 864 Spiele für die Chicago Black Hawks und Minnesota North Stars in der National Hockey League auf der Position des Verteidigers bestritten hat. Mit den Black Hawks gewann Vasko im Jahr 1961 den Stanley Cup.

## Karriere
Vasko, dessen Vorfahren slowakischer Herkunft waren, verbrachte seine Juniorenzeit zwischen 1953 und 1956 bei den St. Catharines Teepees in der Ontario Hockey Association. Mit dem Team nahm der Verteidiger 1954 am Memorial Cup teil, den die Teepees auch gewannen, nachdem sie zuvor bereits den J. Ross Robertson Cup in der OHA errungen hatten.
Nach der erfolgreichen Zeit im Juniorenbereich wurde Vasko zum Ende der Saison 1955/56 von den Buffalo Bisons aus der American Hockey League verpflichtet und debütierte im Profibereich. Zur folgenden Spielzeit stand er schließlich im Stammkader der Chicago Black Hawks aus der National Hockey League, dem er vorbehaltlos bis zu seinem Karriereende im Sommer 1966 angehörte. In den zehn Jahren in Diensten der Black Hawks entwickelte sich das Team mit Spielern wie Bobby Hull, Stan Mikita und Pierre Pilote, mit dem Vasko ein Verteidigerduo bildete, Jahr für Jahr zu einem ernsthaften Titelanwärter. Am Ende der Stanley-Cup-Playoffs 1961 gewann Chicago erstmals nach 23 Jahren wieder den Stanley Cup. Vasko, der gemeinsam mit Pilote eines der besten Abwehrduos der frühen 1960er-Jahre formte, wurde zudem in den Jahren 1963 und 1964 zweimal ins NHL Second All-Star Team berufen und nahm während seiner Zeit in Chicago dreimal am NHL All-Star Game teil.
Obgleich seines Rücktritts im Sommer 1966 gelang es Wren Blair, dem Cheftrainer und General Manager der Minnesota North Stars, den Abwehrspieler im Sommer 1967 zu einem Comeback zu überreden. Das neu in die NHL aufgenommene Franchise wählte den Kanadier daher im NHL Expansion Draft 1967 aus. Der inzwischen 31-Jährige verbrachte zwei Spielzeiten bei den North Stars, davon die zweite als Mannschaftskapitän und repräsentierte das Team in seinem vierten All-Star Game. Zum Ausklang seiner Karriere verbrachte er die Saison 1969/70 bei den Salt Lake Golden Eagles in der Western Hockey League.
Vasko erlag am 30. Oktober 1998 in Maywood, in der Nähe seiner Wahlheimat Chicago, im Alter von 62 Jahren einem Krebsleiden. 

## Erfolge und Auszeichnungen
| - 1954 J.-Ross-Robertson-Cup-Gewinn mit den St. Catharines Teepees - 1954 Memorial-Cup-Gewinn mit den St. Catharines Teepees - 1961 NHL All-Star Game - 1961 Stanley-Cup-Gewinn mit den Chicago Black Hawks - 1963 NHL All-Star Game | - 1963 NHL Second All-Star Team - 1964 NHL All-Star Game - 1964 NHL Second All-Star Team - 1969 NHL All-Star Game |

## Karrierestatistik
(Legende zur Spielerstatistik: Sp oder GP = absolvierte Spiele; T oder G = erzielte Tore; V oder A = erzielte Assists; Pkt oder Pts = erzielte Scorerpunkte; SM oder PIM = erhaltene Strafminuten; +/− = Plus/Minus-Bilanz; PP = erzielte Überzahltore; SH = erzielte Unterzahltore; GW = erzielte Siegtore; 1 Play-downs/Relegation; Kursiv: Statistik nicht vollständig)